# Besselsleigh
Besselsleigh är en civil parish i Storbritannien.   Den ligger i grevskapet Oxfordshire och riksdelen England, i den södra delen av landet, 90 km väster om huvudstaden London. Arean är 3,7 kvadratkilometer.
Terrängen i Besselsleigh är mycket platt.